# Joe Cocker
John Robert Cocker, detto Joe (Sheffield, 20 maggio 1944 – Crawford, 22 dicembre 2014), è stato un cantante e musicista britannico.
È noto in particolar modo per le sue rivisitazioni di canzoni già famose e per le sue esibizioni dal vivo, nonché per il virtuoso utilizzo del falsettone unito a una voce graffiante e profonda.
Nel 1983 vinse il Grammy Award come «miglior interpretazione pop di un duo o un gruppo» per Up Where We Belong, brano cantato con Jennifer Warnes. La rivista statunitense Rolling Stone nel 2008 lo collocò al 97º posto della classifica dei cento migliori cantanti di tutti i tempi.

## Biografia

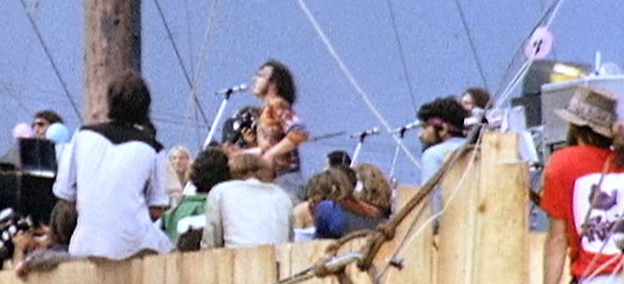
Joe Cocker al Festival di Woodstock (1969)

### Infanzia e adolescenza
Nasce a Sheffield il 20 maggio 1944, da Harold Cocker e Magde Lee. L'origine del soprannome "Joe", secondo diverse testimonianze familiari, nacque da un gioco chiamato "Cowboy Joe", a cui egli amava molto giocare. Da bambino fu fortemente influenzato dalla musica di Ray Charles e Lonnie Donegan.
Inizia la sua carriera musicale nella sua città natale, all'età di 12 anni, invogliato dal fratello; la sua prima band è gli Avengers (con il nome di Vance Arnold), seguita dai Big Blues (1963), e infine The Grease Band (1966). Il suo primo singolo è la cover dei Beatles I'll Cry Instead, dall'album A Hard Day's Night.

### Il successo, gli eccessi, la caduta (1969-1976)

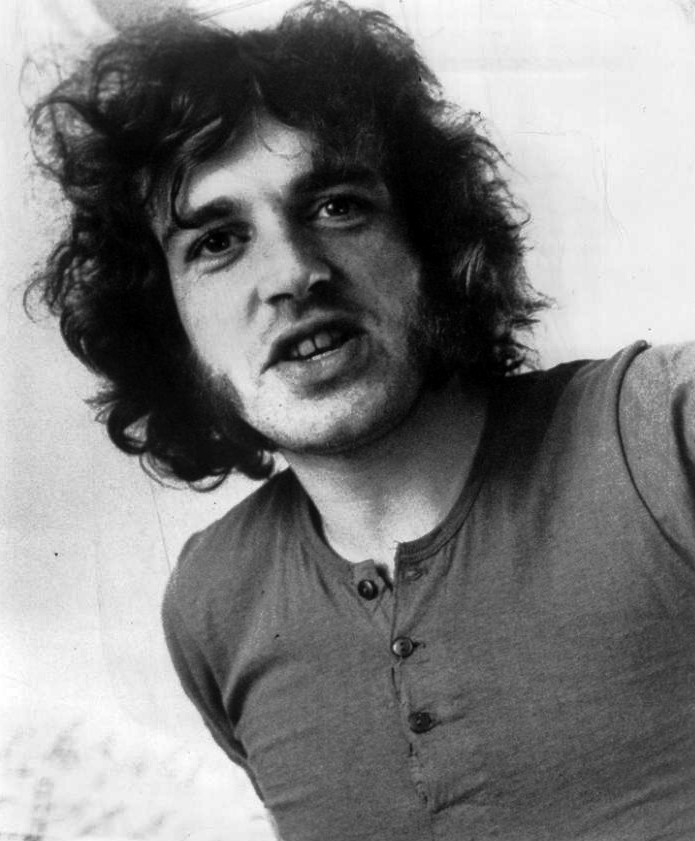
Joe Cocker nel 1970

Dopo un qualche successo in Gran Bretagna con il singolo Marjorine, la sua fama scoppia con la sua versione di With a Little Help from My Friends, un'altra cover beatlesiana stavolta dall'album Sgt. Pepper's Lonely Hearts Club Band. Questa versione, con Jimmy Page alla chitarra solista, diviene prima nelle classifiche inglesi per una settimana nel novembre 1968.
Nel 1969 canta a Woodstock, e la sua interpretazione del brano di Leon Russell Delta Lady è un nuovo successo. Continua la sua serie di cover dei Beatles nel 1970 con una versione di She Came In Through the Bathroom Window dall'album Abbey Road. Mentre il suo successo in Gran Bretagna comincia a scemare, entra nelle classifiche statunitensi con Cry Me a River e Feelin' Alright; nel 1970, la sua versione live di The Letter dei Box Tops, che appare nell'album dal vivo Mad Dogs & Englishmen, è il primo hit che raggiunge la Top Ten statunitense.
Nel 1969 appare all'Ed Sullivan Show. La sua interpretazione ha spesso un'intensità fisica, spesso presa in giro da John Belushi nei suoi spettacoli: al Saturday Night Live ci fu anche un duetto improvvisato tra di loro, in una puntata in cui Cocker era ospite.
Nel 1970 con altri quaranta artisti, fra musicisti e coristi, affronta la tournée statunitense dei Mad Dogs and Englishmen. La tournée prosegue anche in Europa e, il 14 luglio del 1972, tocca anche Milano con un concerto al Velodromo Vigorelli dove è accompagnato da quasi tutta la band del tour statunitense ove spicca la figura di Leon Russel in qualità di tastierista.
All'inizio degli anni settanta la sua carriera si blocca per una serie di problemi soprattutto legati all'abuso di alcol e droga, che valsero a Cocker lo spiacevole soprannome di "Mad Dog"; Cocker ritorna però grazie all'emozionante singolo You're So Beautiful (scritta da Billy Preston), arrivata al numero cinque delle classifiche statunitensi. I problemi con gli eccessi non tardarono però a farsi risentire fin quando Cocker non cadde in depressione e la sua carriera ebbe una brusca rottura, aggravata anche da un grosso debito con la A&M.

### La nuova scalata (1982-1999)

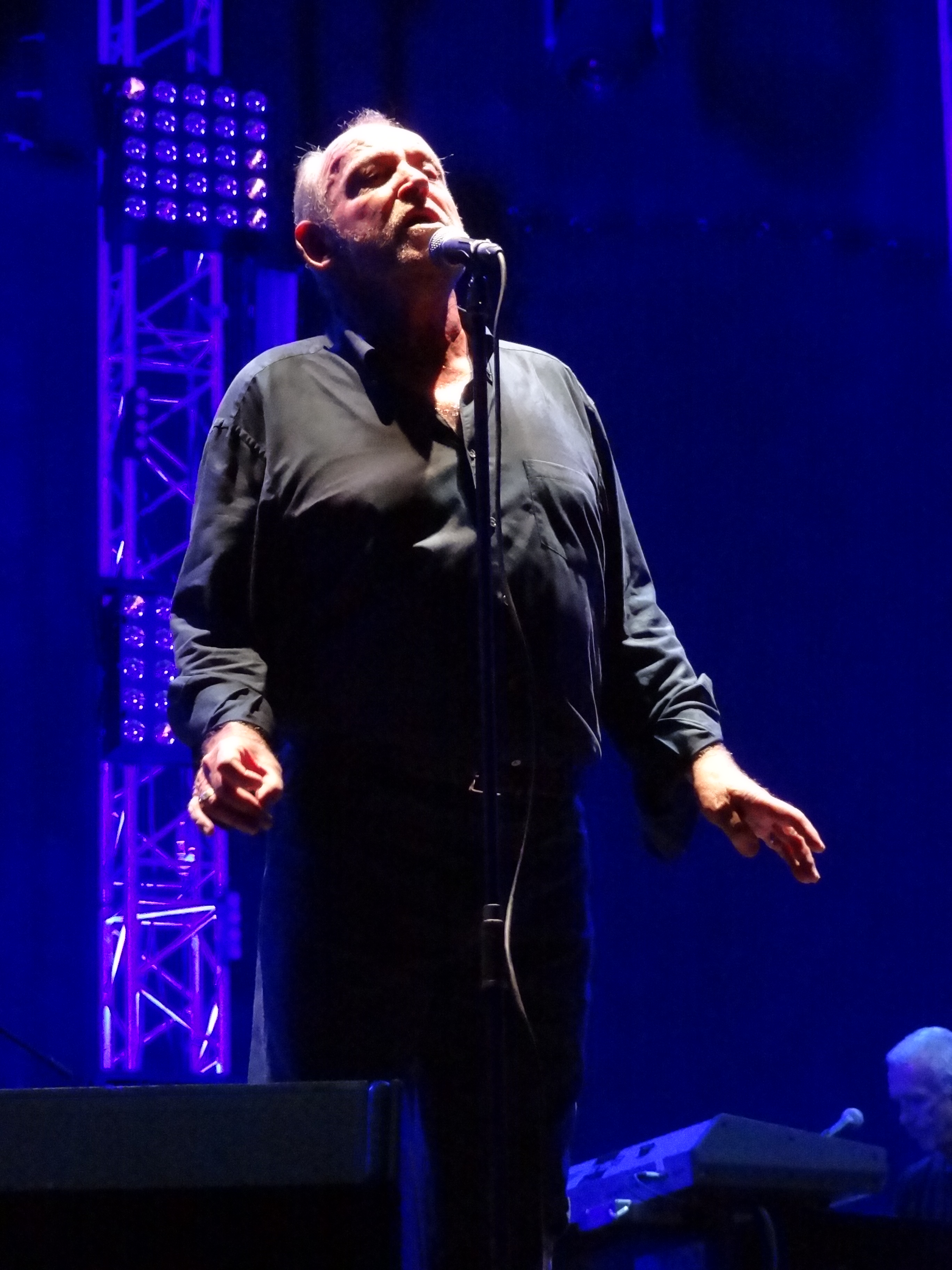
Joe Cocker nel 2011

Dopo quasi un decennio di anonimato, nella prima metà degli anni ottanta la sua carriera tornò a spiccare il volo con la sua versione di You Can Leave Your Hat On, scritta da Randy Newman e contenuta nel film 9 settimane e ½. È di inizio decennio il duetto Up Where We Belong, brano scritto da Buffy Sainte-Marie e Will Jennings e cantato con Jennifer Warnes, per il film Ufficiale e gentiluomo (Premio Oscar per la miglior canzone).
In questo periodo conobbe Zucchero Fornaciari, che gli dedicò una canzone (Nuovo, meraviglioso amico, contenuta in Rispetto). Il bluesman britannico fu poi ospite nel Blue's Tour del 1987 e nell'Oro, Incenso e Birra Tour del 1989. Successivamente Cocker rimarrà amico del cantante italiano nonché sua dichiarata fonte di ispirazione.
Più in là arriveranno Unchain My Heart, When the Night Comes, N'oubliez jamais e la ballata That's All I Need to Know, firmata da Eros Ramazzotti, presente nell'album Across from Midnight e di cui, nel 1998, realizzò la versione duetto That's All I Need to Know / Difenderò con lo stesso Ramazzotti, inserito nell'album Eros live. In questo periodo ha lavorato anche con Eric Clapton.

### Gli ultimi anni (2000-2014)
Il 3 giugno 2002, Cocker ha eseguito al Party at the Palace la sua versione di With a Little Help from My Friends, accompagnato da Phil Collins e Brian May. Ha poi inciso un nuovo album nel 2010, Hard Knocks uscito il 5 ottobre dello stesso anno. Il disco, il primo di inediti dopo otto anni, è prodotto da Matt Serletic, già al lavoro con Carlos Santana e Matchbox Twenty. L'interprete inglese lo ha presentato il 14 novembre 2010 al Palasharp di Milano, durante l'unica tappa italiana del suo tour europeo autunnale. Cocker e Serletic tornano a lavorare insieme due anni dopo: viene infatti pubblicato il 6 novembre 2012, Fire It Up, il nuovo disco del cantante di Sheffield. All'album segue un tour mondiale che durerà per tutto il 2013.
Il cantante britannico morì il 22 dicembre 2014, a 70 anni, nel suo ranch a Crawford, in Colorado (Stati Uniti), per un cancro ai polmoni.

## Discografia

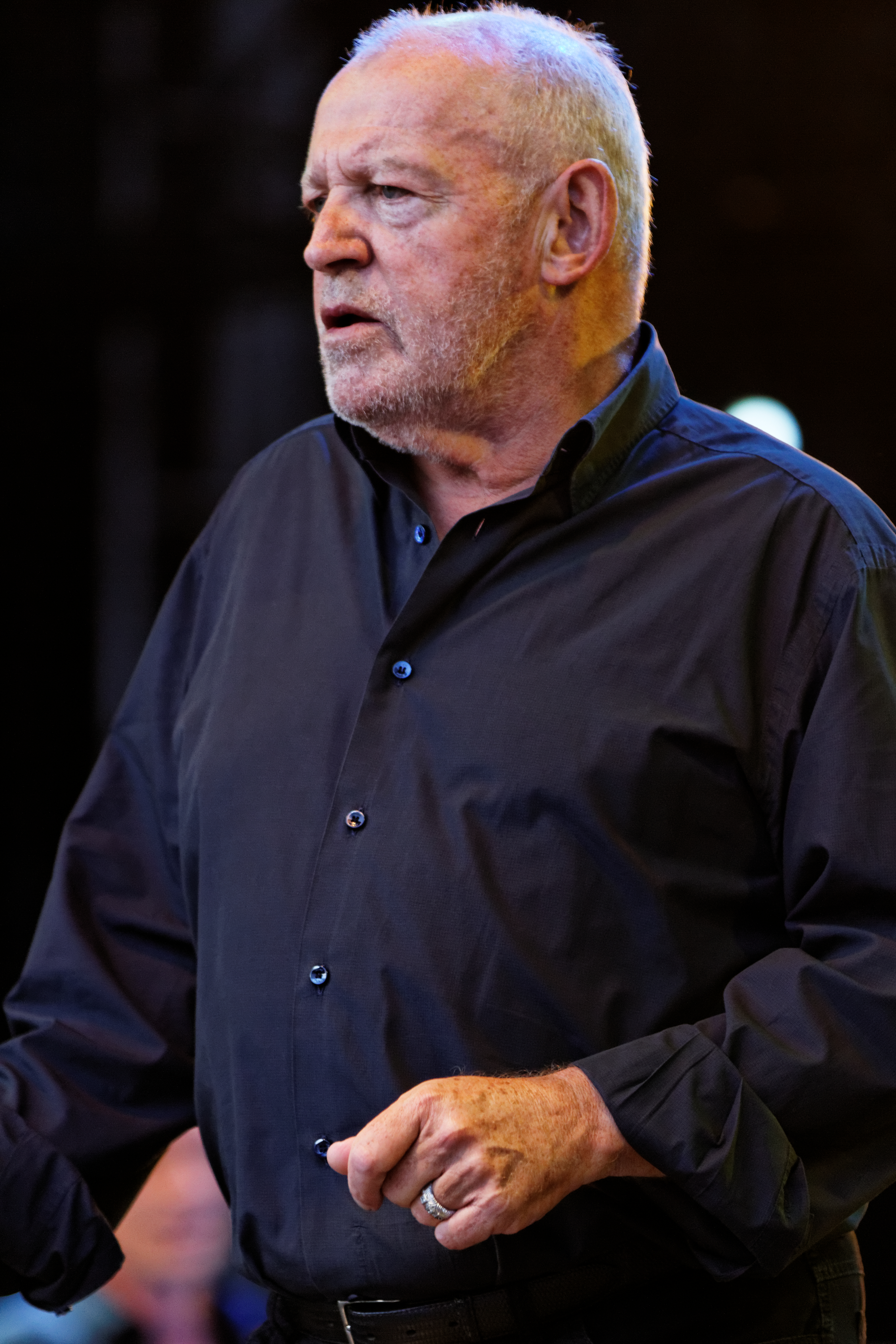
Joe Cocker nel 2013

### Album in studio
- 1969 – With a Little Help from My Friends
- 1969 –  Joe Cocker!
- 1970 – Mad Dogs & Englishmen
- 1972 – Joe Cocker (uscito solo in Europa)
- 1974 – I Can Stand a Little Rain
- 1975 – Jamaica Say You Will
- 1976 – Stingray
- 1978 – Luxury You Can Afford
- 1982 – Sheffield Steel
- 1984 – Civilized Man
- 1986 – Cocker
- 1987 – Unchain My Heart
- 1989 – One Night of Sin
- 1991 – Night Calls
- 1994 – Have a Little Faith
- 1996 – Organic
- 1997 – Across from Midnight
- 1999 – No Ordinary World
- 2002 – Respect Yourself
- 2004 – Heart & Soul
- 2007 – Hymn for My Soul
- 2010 – Hard Knocks
- 2012 – Fire It Up

### Live
- 1970 – Mad Dogs & Englishmen
- 1976 – Live in L.A.
- 1976 – Space Captain
- 1981 – Live in New York
- 1990 – Joe Cocker Live
- 1999 – Vance Arnold & The Avengers
- 2001 – Standing Here - Live in Colorado
- 2006 – The Complete Fillmore East Concerts
- 2009 – Live at Woodstock
- 2012 – Fire It Up Live

### Raccolte
- 1971 – Cocker Happy
- 1972 – Double Cocker Power Double
- 1977 – Joe Cocker's Greatest Hits
- 1983 – The Best of Joe Cocker (uscito solo in Australia)
- 1987 – Joe Cocker, 14 Classic Hits
- 1988 – I Love the Night
- 1992 – The Best of Joe Cocker
- 1992 – The Legend
- 1995 – The Essential
- 1995 – The Long Voyage Home
- 1998 – Greatest Hits
- 1999 – The Anthology
- 2003 – Greatest Love Songs
- 2003 – The Ultimate Collection 1968-2003
- 2004 – Ultimate Collection
- 2006 – Gold
- 2007 – Classic Cocker
- 2011 – Icon

### Altri
- 1976 – The Best of the Early Joe Cocker
- 1987 – Unchain My Heart
- 1988 – The 12 Mixes
- 1997 – Special Beck's Edition